# Osvaldo Riva
Osvaldo Riva (ur. 3 listopada 1927 w Genui, zm. 24 kwietnia 2004 tamże) – włoski zapaśnik, uczestnik Igrzysk Olimpijskich w 1952, gdzie zajął piąte miejsce. Brązowy medalista igrzysk śródziemnomorskich w 1955 roku.

## Letnie Igrzyska Olimpijskie 1952
| Konkurencja             | Runda grupowa      | Runda grupowa           | Runda grupowa          | Runda grupowa                  | Runda grupowa                  | Runda grupowa                  | Finał                          | Klas. końcowa |
| Konkurencja             | Przeciwnik I       | Przeciwnik II           | Przeciwnik III         | Przeciwnik IV                  | Przeciwnik V                   | Przeciwnik VI                  | Finał                          | Miejsce       |
| ----------------------- | ------------------ | ----------------------- | ---------------------- | ------------------------------ | ------------------------------ | ------------------------------ | ------------------------------ | ------------- |
| styl klasyczny do 73 kg | Bela Čuzdi (YUG) W | Veikko Männikkö (FIN) W | Marin Belușică (ROU) L | → Odpadł z dalszej rywalizacji | → Odpadł z dalszej rywalizacji | → Odpadł z dalszej rywalizacji | → Odpadł z dalszej rywalizacji | 5.            |